# Poptún
Poptún est une ville du Guatemala située dans le département du Petén.